# Bettina von Arnim
Pour les articles homonymes, voir Bettina et Arnim.
Ne doit pas être confondu avec Elizabeth von Arnim.
Bettina von Arnim, Baronne (Freifrau) d'Arnim, née Elisabeth Catharina Ludovica Magdalena Brentano le 4 avril 1785 à Francfort-sur-le-Main, morte le 20 janvier 1859 à Berlin, est une femme de lettres et une nouvelliste romantique allemande. Elle aurait aussi composé des mélodies.

## Biographie
La famille Brentano est originaire des bords du lac de Côme, en Lombardie. Sixième enfant d'un commerçant, Bettina von Arnim, sœur de Clemens Brentano, a pour grand-mère Sophie von La Roche, écrivaine de talent, aimée de Wieland et de Goethe, qui l'élève après la mort de sa mère Maximilienne de la Roche, lorsqu'elle n'a que trois ans.
Elle se marie, en 1811, avec Achim von Arnim. Le couple vit séparément le plus souvent - ainsi Bettina vit à Berlin, tandis que Achim s'occupe du domaine de Wiepersdorf (de). Sept enfants sont nés de ce mariage :
- Freimund Johann (né le 5 mai 1812 et mort le 2 mars 1863)
- Siegmund Lucas (né le 2 octobre 1813 et mort le 22 février 1890)
- Friedmund Anton Nepomuk (né le 9 février 1815 et mort le 24 juillet 1883)
- Kühnemund Waldemar (né le 24 mars 1817 et mort le 24 juin 1835)
- Maximiliane Marie Catharine (née le 23 octobre 1818 et morte le 31 décembre 1894) mariée avec le lieutenant-général prussien Eduard von Oriola
- Armgart Catharina (née le 4 mars 1821 et morte le 17 janvier 1880) mariée avec Albert Georg Friedrich von Flemming
- Ottilie Beate Gisela Walburgis (née le 30 août 1827 et morte le 4 avril 1889) mariée avec Herman Grimm

Lors de l'épidémie de choléra en 1831 elle organise avec ses amies, des secours aux malades et à leurs familles.
La vie de Bettina von Arnim, particulièrement ses relations avec Goethe, a été analysée tout du long par l'écrivain franco-tchèque Milan Kundera dans son roman L'Immortalité. Étroitement attaché au thème principal de son livre, Kundera a distingué chez Bettina une tentative d'atteindre une célébrité durable par sa propre promotion et à travers la relation avec de grands hommes. Elle a également été une amie de Ludwig van Beethoven dont elle vanta les mérites auprès de Goethe, organisant leur entrevue en juillet 1812, et l'amie de Karoline von Günderode.
Séductrice, indépendante et mondaine, Bettina bénéficie d'une réputation de grande épistolaire sensible et passionnée, mais aussi d'égérie socialiste. Tout au long de sa vie, Bettina von Arnim est portée vers les idées socialistes ; elle a échangé des lettres avec le roi de Prusse Frédéric-Guillaume IV, rencontré Karl Marx, pris la défense des Juifs et des tisserands de Silésie et des Polonais dans les territoires occupés par la Prusse.      
De 1991 jusqu'au 31 décembre 2001, son portrait a été reproduit sur les billets de 5 marks allemands.

## Goethe

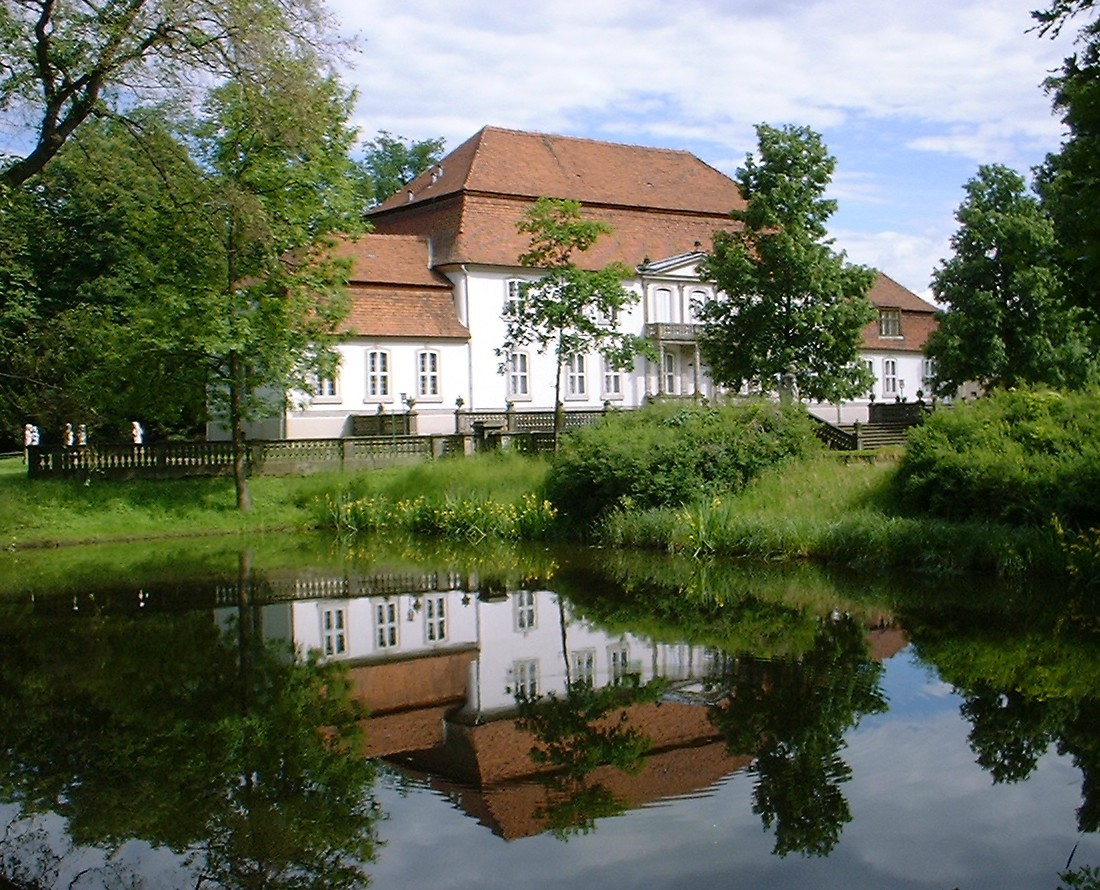
Vue du, propriété de la famille von Arnim.

L'une des œuvres les plus connues de Bettina, Échanges de lettres avec un enfant (1835), est un volume de lettres qu'elle échangea avec l'illustre écrivain Johann Wolfgang von Goethe, qu'elle avait connu en 1807, où transparaît une mutuelle romance. Cependant, les originaux de ces lettres ont été découverts après leur mort, et il apparaît que les versions publiées ont été présentées de manière à donner l'apparence d'une relation intime ; les lettres de Goethe avaient un aspect nettement plus formel et impersonnel que les versions que Bettina a publiées. En tout cas, la traduction française a inspiré à Balzac le sujet de Modeste Mignon.
En 1806 commence une amitié qui devait durer longtemps entre Bettina Brentano et Catharina Elisabeth, la mère de Goethe. Au début le poète ne répond pas aux lettres de Bettina qui lui paraissent trop enthousiastes. Mais un an plus tard, elle a pour la première fois la possibilité de rendre visite à Weimar à ce Johann Wolfgang Goethe qu’elle admire tant. C'est le début entre eux d’une correspondance qui devient célèbre après la mort de Goethe sous le titre Goethes Briefwechsel mit einem Kinde (Correspondance de Goethe avec une enfant).
En 1811, l'année de son mariage, une querelle publique entre elle et Christiane Vulpius, l'épouse de Goethe, aboutit à la rupture avec le poète. À l’occasion d’une exposition de peintures de Johann Heinrich Meyer, un ami intime de Goethe, Bettina von Arnim parle dédaigneusement des œuvres de « Kunschtmeyer ». Christiane lui arrache alors les lunettes du nez, et Bettina la traite de « boudin fou ». Goethe interdit dorénavant sa maison à Bettina von Arnim et à son époux. Quand il rencontre le couple un an plus tard à Bad Teplitz, il ne fait même pas attention à eux et écrit à sa femme : « Quel plaisir d’être débarrassé de ces pensionnaires de maison de fous ! » Et il laissa sans réponse les lettres répétées dans lesquelles Bettina cherchait désespérément à reprendre contact avec lui.

## Œuvres

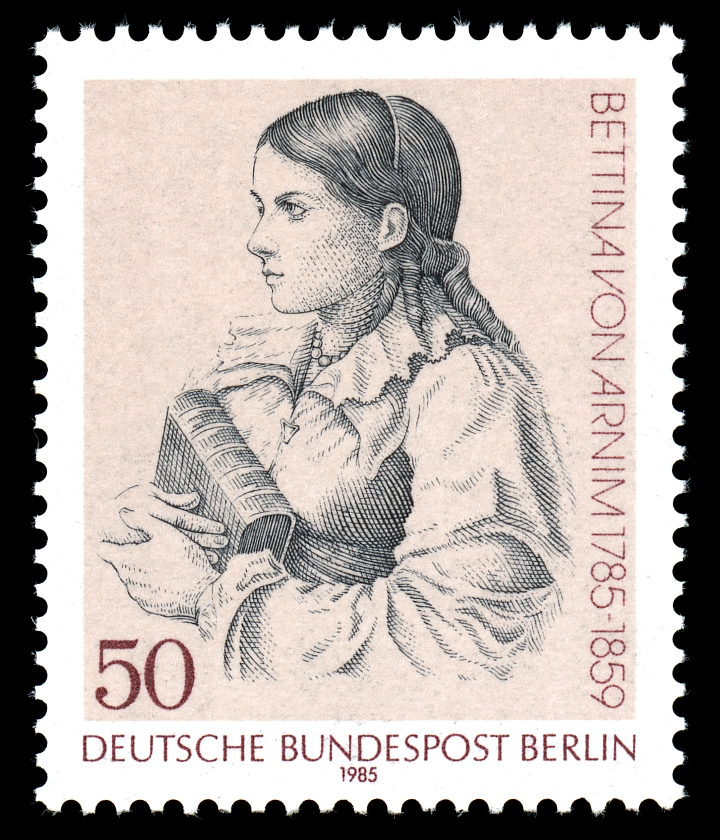
Bettina von Arnim sur un timbre commémoratif émis à Berlin à l'occasion du de sa naissance, d'après une gravure de Ludwig Emil Grimm.

- Échanges de lettres avec un enfant, 1835. Traduction en français par Seb. Albin (Mme Cornu), 1843, d'une lettre sans date, A la mère de Goethe, sur la mort de C. de Günderode, dans Les Romantiques allemands d'Armel Guerne, Desclée de Brouwer, 1956 et 1963 ; rééd. Phébus, 2004.
- Les Günderode, 1840 (roman sur son amie Karoline von Günderode)
- Ce livre appartient au Roi, 1843
- La Couronne printanière de Clemens Brentano, 1844
- À l'Union nationale prussienne détruite, 1849
- Correspondance inédite de Goethe et de Bettina (d'Arnim), Au Comptoir des imprimeurs, Paris, (2 volumes), 1843.